# Dutch Open 1980
Il Dutch Open 1980 è stato un torneo di tennis giocato sulla terra rossa. È stata la 23ª edizione del torneo, che fa parte del Volvo Grand Prix 1980. Il torneo si è giocato a Hilversum nei Paesi Bassi dal 21 al 29 luglio 1980.

## Campioni

### Singolare maschile
Balázs Taróczy ha battuto in finale  Haroon Ismail con il punteggio di 6–3, 6–2, 6–1

### Doppio maschile
Tom Okker /  Balázs Taróczy  hanno battuto in finale  Tony Giammalva /   Buster C Mottram con il punteggio di 7–5, 6–3, 7–6